# Грб Белхатова
Грб Белхатова представља сцену из библије- у пољу дрво на зеленом брегу, са златним лишћем, црвеним лодовима и црним стаблом око кога су обмотана црвна змија, а испод дрвета Адам и Ева.
Боја позадине је већином плава, док је змија црвена, по правилима хералдике. Грб је настао 1847.
Грб (у садашњем облику прерађен од Центра за Пољску Хералдику из Варшаве) и боје су усвојене од скупштине града чланом 58/V/97 1997. године.